# 第18回日劇學院賞
←第17回 - 第18回 - 第19回→
第18回日劇學院賞是針對1998年7到9月在日本播出的連續劇做出投票與評比。

## 得獎名單

### 最優秀作品賞
1. 神啊！請多給我一點時間
2. GTO
3. 青澀時代
4. 愛的和弦
5. 親愛的爸爸

### 主演男優賞
1. 金城武（神啊！請多給我一點時間）
2. 反町隆史（GTO）
3. 堂本剛（青澀時代）

### 主演女優賞
1. 中谷美紀（愛的和弦）
2. 稻森泉（我的辣妹好友）
3. 室井滋（凍夏）

### 助演男優賞
1. 上川隆也（青澀時代）
2. 中村裕介（結婚前夜）
3. 金子賢（我的辣妹好友）

### 助演女優賞
1. 深田恭子（神啊！請多給我一點時間）
2. 松島菜菜子（GTO）
3. 藤原紀香（我的辣妹好友）

### 主題歌賞
1. 月之海：I for you（神啊！請多給我一點時間）
2. 近畿小子：青澀時代（青澀時代）
3. TUBE：一定在哪個地方（親愛的爸爸）

### 其他
1. 新人俳優賞：須藤理彩（天高氣爽）
2. 最佳服裝賞：稻森泉（我的辣妹好友）
3. 腳本賞：淺野妙子（神啊！請多給我一點時間）
4. 監督賞：武內英樹、田島大輔、岩本仁志、西浦匡規（神啊！請多給我一點時間）
5. 攝影賞：愛的和弦
6. 卡司賞：神啊！請多給我一點時間
7. 片頭賞：神啊！請多給我一點時間
8. 電視週刊特別賞：情牽有緣人

## 投票結果

### 作品賞

#### 評審投票
1. 神啊！請多給我一點時間
2. GTO
3. 愛的和弦

#### TV記者投票
1. 神啊！請多給我一點時間
2. GTO
3. 宇宙浪漫夜

#### 讀者投票
1. 青澀時代
2. 神啊！請多給我一點時間
3. GTO
4. 愛的和弦
5. 親愛的爸爸
6. 夏日幽會
7. 凍夏
8. 宇宙浪漫夜
9. 情牽有緣人
10. 你不孤單

### 主演男優賞

#### 評審投票
1. 反町隆史（GTO）
2. 金城武（神啊！請多給我一點時間）
3. 西村雅彥（宇宙浪漫夜）

#### TV記者投票
1. 金城武（神啊！請多給我一點時間）
2. 反町隆史（GTO）
3. 西村雅彥（宇宙浪漫夜）

#### 讀者投票
1. 堂本剛（青澀時代）
2. 金城武（神啊！請多給我一點時間）
3. 反町隆史（GTO）
4. 堂本光一（愛的和弦）
5. 明石家秋刀魚（親愛的爸爸）
6. 西村雅彥（宇宙浪漫夜）
7. 濱田雅功（你不孤單）
8. 椎名桔平（情牽有緣人）
9. 佐野史郎（凍夏）
10. 藤田真（刑事純情派）

### 主演女優賞

#### 評審投票
1. 中谷美紀（愛的和弦）
2. 夏川結衣（結婚前夜）
3. 深田恭子（神啊！請多給我一點時間）

#### TV記者投票
1. 中谷美紀（愛的和弦）
2. 稻森泉（我的辣妹好友）
3. 室井滋（凍夏）

#### 讀者投票
1. 中谷美紀（愛的和弦）
2. 稻森泉（我的辣妹好友）
3. 室井滋（凍夏）
4. 田中美佐子（夏日幽會）
5. 觀月亞里沙（獵男高手）
6. 桃井薰（夏日幽會）
7. 須藤理彩（天高氣爽）
8. 淺野溫子（Love and Eros）
9. 高島禮子（女教師）

### 助演男優賞

#### 評審投票
1. 中村裕介（結婚前夜）
2. 上川隆也（青澀時代）
3. 金子賢（我的辣妹好友）

#### TV記者投票
1. 上川隆也（青澀時代）
2. 金子賢（我的辣妹好友）
3. 長瀨智也（Love and Eros）

#### 讀者投票
1. 上川隆也（青澀時代）
2. 長瀨智也（Love and Eros）
3. 安藤政信（青澀時代）
4. 加藤晴彥（神啊！請多給我一點時間）
5. 大阪俊介（愛的和弦）
6. 石田壹成（獵男高手）
7. 金子賢（我的辣妹好友）
8. 柏原崇（夏日幽會）
9. 高橋克典（夏日幽會）
10. 萩原聖人（親愛的爸爸）

### 助演女優賞

#### 評審投票
1. 深田恭子（神啊！請多給我一點時間）
2. 松島菜菜子（GTO）
3. 西田尚美（親愛的爸爸）

#### TV記者投票
1. 深田恭子（神啊！請多給我一點時間）
2. 藤原紀香（我的辣妹好友）
3. 西田尚美（親愛的爸爸）

#### 讀者投票
1. 深田恭子（神啊！請多給我一點時間）
2. 奧菜惠（青澀時代）
3. 廣末涼子（親愛的爸爸）
4. 松島菜菜子（GTO）
5. 藤原紀香（我的辣妹好友）
6. 手塚理美（愛的和弦）
7. 瀨戶朝香（獵男高手）
8. 矢田亞希子（愛的和弦）
9. 岸田今日子（夏日幽會）

### 主題歌賞

#### 評審投票
1. 月之海：I for you（神啊！請多給我一點時間）
2. TUBE：一定在哪個地方（親愛的爸爸）
3. 少年隊：愛與沉默（愛的和弦）

#### TV記者投票
1. 月之海：I for you（神啊！請多給我一點時間）
2. TUBE：一定在哪個地方（親愛的爸爸）
3. 南方之星：PARADISE（我的辣妹好友）

#### 讀者投票
1. 近畿小子：青澀時代（青澀時代）
2. 月之海：I for you（神啊！請多給我一點時間）
3. TUBE：一定在哪個地方（親愛的爸爸）
4. 反町隆史：POISON（GTO）
5. 少年隊：愛與沉默（愛的和弦）
6. 藤井郁彌：芻狗（Love and Eros）
7. 華原朋美：here we are（夏日幽會）
8. 南方之星：PARADISE（我的辣妹好友）
9. converible：oh-darling（獵男高手）
10. MAX：Ride on time（甜蜜的惡魔）